# Последняя подводная лодка
«Последняя подводная лодка» (нем. Das letzte U-Boot) — немецкий телефильм 1993 года режиссёра Франка Байера.

## Сюжет
В конце войны немецкая подводная лодка выходит в Японию с секретным грузом — ураном для создания атомной бомбы. Во время плавания приходит новость, что Гитлер покончил с собой.
Члены экипажа, а также находящиеся на борту немецкие дипломаты и японские офицеры, разделяются на тех, кто хочет сдаться, и тех, кто хочет продолжить войну вместе с Японией — идут жаркие споры: офицеры-подводники устали от войны и растеряны, находящиеся на борту дипломаты — убеждённые национал-социалисты выступают с настойчивыми лозунгами продолжать войну, а японцы хотят привезти в свою страну важные для войны материалы и документы. В конечном счете нет никакого решения, и лодка следует заданным курсом.
Подлодку выслеживает британский эсминец, и, так как ситуация по-военному бесперспективна, командир подлодки приказывает сдаться — поднимает белый флаг. Но убеждённый нацист Мелленберг с пистолетом и гранатой появляется в рубке и приказывает атаковать эсминец. В ходе драки командир лодки теряет сознание, и первый офицер Рёлер, в суматохе, находясь между угрожающим гранатой Мелленбергом и подходящим эсминцем, отдаёт приказ открыть огонь — торпедой эсминец потоплен. Уничтожение судна после капитуляции, да ещё и с поднятым белым флагом — военное преступление. Командир решает замести следы, выдав себя за другую подлодку и сменив курс — и тут выясняется, что курс лодки до этого был кем-то изменён, и они следуют в Аргентину. Японцы, поняв, что до Японии уже не дойти, предварительно попытавшись уничтожить документацию, совершают самоубийство, немецкий врач пытается их спасти, но те в ответ говорят о чести воина.
Вскоре лодку перехватывает эсминец ВМС США, и предлагает сдаться. На переговорах в каюте капитана эсминца, после сложного диалога, немецкий командир подлодки соглашается на предложение американцев: дело о потоплении британского эсминца засекречивается в обмен на груз и сотрудничество с американской разведкой. Последняя немецкая подлодка с грузом урана идёт в порт США.

### Реальная основа
…на основе документов из архивов, но не претендует на историческую реальность.— Лексикон международного кино
История основана на реальном событии — подводная лодка U-234 в апреле 1945 года направлялась в Японию с секретным грузом: разобранный реактивный самолёт типа Me 262, чертежи и компоненты ракеты Фау-2, а также полтонны урана для создания Японией атомной бомбы. После капитуляции Германии подлодка сдалась американцам, передав груз в Вашингтон.
В 1989 году были изданы мемуары «Последняя подводная лодка» Вольфганга Хиршфельда, бывшего радистом во время последнего похода лодки U-234, однако, в титрах фильма не указан.

Основано на реальной истории. Обширные исследования в Вашингтоне и Токио помогли очень приблизиться к ситуации в этом «реально закрытом обществе» подводной лодки.— Neues Deutschland

## В ролях
- Ульрих Мюэ — капитан-лейтенант Гербер, командир подлодки
- Ульрих Тукур — первый вахтенный офицер Рёлер
- Каору Кобаяси — Тацуми
- Горо Охаси — Кимура
- Манфред Цапатка — Бек
- Маттиас Хабих — Мелленберг, дипломат
- Удо Замель — доктор Фальк
- Сильвестр Грот — радист Машке
- Том Ян — Ридель, кок
- Йоханнес Хершман — лейтенант-инженер (стармех)
- Бернд-Уве Реппенхаген — матрос
- Пьер Бессон — матрос
- Торе Сиберг — командующий подводными лодками
- Барри Боствик — Хокинс, капитан ВМС США
- Эндрю Уилсон — Грант

## Съёмки
Съёмки велись на настоящей функционирующей подводной лодке ВМС Польши — замечено, что подлодка в фильме — проекта 641. 
Съёмки были напряженными, потому что по словам режиссёра: «подводная лодка — это исключительный организм, который отталкивает съемочную группу как инородное тело», также и актеры воспринимали съемку в настоящей подводной лодке как «чрезвычайно сложную» по словам актёра Ульриха Тукура, а исполняющий роль командира подлодки Ульрих Мюэ назвал подлодку «вызывающей дрожь и завораживающей одновременно».
Фильм — совместная германско-японская постановка, режиссёр заметил, что при производстве был необходим «компромисс более высокого порядка» между всеми вовлеченными партнерами — в то время как японцы предпочитали видеть «героическую самурайскую эпопею», немцы выступали за «философскую камерную игру».
Отмечалось, что фильм имел весьма скромный бюджет в 6,4 миллионов DM — во много раз меньший по сравнению с бюджетом известного фильма «Das Boot», составлявшим 35 миллионов DM.

## Критика
По мнению Тильмана Генглофа фильм не идёт ни в какое сравнение с классическим фильмом на тему немецких подводников «Das Boot», и дело не только в скромном бюджете, но и, при отличном сюжете, в слабом сценарии и непроработанности характеров персонажей фильма - даже хорошие актёры не в состоянии заполнить эти пустоты — они почти без исключения застревают в клише:

Франку Байеру не удается уловить клаустрофобное настроение на борту. Жаль исполнительский потенциал громкого фильма, основанного на истинном событии.
Капитан — мягкий командир и в остальном соответствует стереотипу вермахта о чистосердечном офицере, который давно уже ничего не думает о национал-социализме, но все же выполняет свой долг солдата. Его противоположность - дипломат, который ругает всех как предателей и дезертиров, когда они хотят сдаться англичанам. Четвертым в союзе является Маттиас Хабих как генерал, который находится на борту только для того, чтобы в фильме были представлены заговорщики против Адольфа Гитлера.
Оригинальный текст (нем.)Frank Beyer gelingt es nicht, die klaustrophobische Stimmung an Bord einzufangen. Schade um das darstellerische Potenzial des hochkarätig besetzten Films, der auf einer wahren Begebenheit basiert.

Der Kapitän ist ein sanfter Kommandant und entspricht ansonsten dem Wehrmachtklischee vom aufrechten Offizier, der längst nichts mehr von Nationalsozialismus hält, aber trotzdem seine Pflicht als Soldat erfüllt. Sein Gegenentwurf ist der Marinerichter, der den «Kaleu» und seinen Vertreter als Verräter und Deserteure beschimpft, als sie sich den Briten ergeben wollen. Vierter im Bunde ist Matthias Habich als General, der nur deshalb mit an Bord ist, damit auch die Verschwörer gegen Adolf Hitler vertreten sind.
— Tilmann P. Gangloff — Fernsehfilm «Das letzte U-Boot»